# إيان هاملتون
إيان هاميلتون ستانديش مونتيث (بالإنجليزية: Ian Standish Monteith Hamilton)‏ جنرال بريطاني (ولد في 16 يناير 1853 توفي، 12 أكتوبر 1947) القائد العام لقوة مشاة البحر الأبيض المتوسط في حملة فاشلة ضد تركيا في شبه جزيرة غاليبولي خلال الحرب العالمية الأولى هاميلتون خدم في حملات مختلفة في الهند وأفريقيا في بداية عام 1870 م وكان قائده حينها هو القائد اللورد كتشنر خلال الحرب في جنوب أفريقيا (1899-1902).
وفي عام 1910 أصبح قائد القوات البريطانية في البحر الأبيض المتوسط وفي 12 مارس عام 1915، عاد هاميلتون إلى لندن وانتهت بذلك خدمة العسكرية 
قد قال مقولته الشهيرة في معركة جالمبوالي:
"تركيا من أجل تمييزه عن الله ما الذي يمكن عمله؟ لقد قمنا الحرب مع الأتراك ليس إلههم!"

## روابط خارجية
- إيان هاملتون على موقع الموسوعة البريطانية (الإنجليزية)